# مونيك ميريل
مونيك ميريل (بالإنجليزية: Monique Merrill)‏ هي متسلقة جبال تزلج ‏ أمريكية، ولدت في 29 مايو 1969.